# UY Scuti
Az UY Scuti vörös szuperóriás csillag, amelynek belsejében 5 milliárd Nap is elfér.
Felfedezése után sokáig vezette az eddig talált legnagyobb csillagok listáját. De 2021 augusztusában a Stephenson 2-18-t nyilvánították a legnagyobb ismert csillagnak.
Ha az UY Scuti-t a Naprendszer középpontjába helyeznénk, a fotoszférája legalább a Jupiter pályáját elnyelné.

## Felfedezése
Az UY Scuti egy vörös szuperóriás csillag a Scutum csillagképben, és korábban az univerzum legnagyobb csillagaként ismerték. Körülbelül 9500 fényévnyire található a földtől. 2012 nyarán a csillagászok a chilei található Atacama-sivatagban működő Very Large Telescope segítségével három vörös szuperóriás paramétereit mérték meg a Galaktikus Központ régiója közelében: UY Scuti, AH Scorpii és KW Sagittarii. Megállapították, hogy mindhárom csillag több mint 1000-szer nagyobb és több mint 100 000-szer világosabb, mint a Nap. A csillagok méretét a Rosseland-sugár segítségével számították ki, ahol az optikai mélység 2/3, a távolságokat a korábbi publikációkból vették át.

## Mérete
A három mért csillag közül a legnagyobb és a legfényesebb, 1708 ± 192 R0, ami nagyobb, mint a Jupiter pályája. Méretét úgy lehet szemléltetni, hogy ha fénysebességgel haladó hipotetikus objektumot építünk is, hét órát vesz igénybe a körüljárása, míg a Nap esetében mindössze 14,5 másodperc. Így akár 5 milliárd Nap is elfér az UY Scuti belsejében.

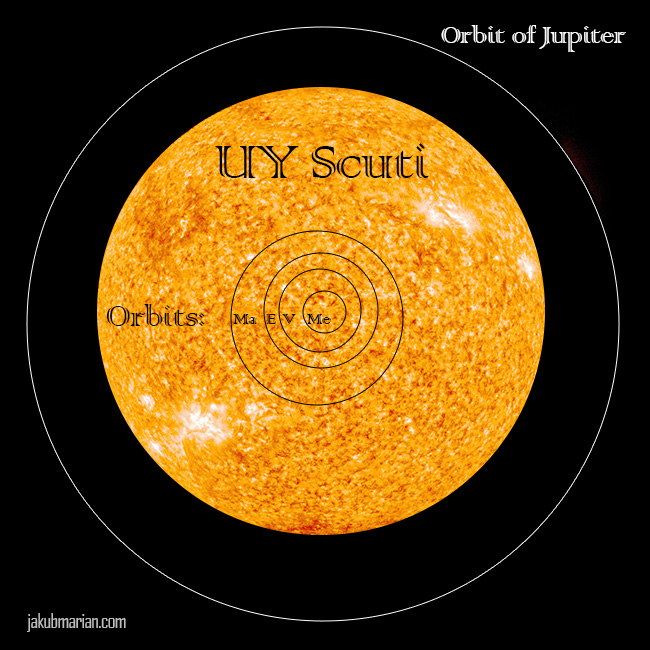
Az ábra azt mutatja be, hogy mi történne, ha a Nap helyett az UY Scuti-t helyeznénk a Naprendszer közepébe. (Ez nem igazi kép az UY Scuti-ról. Jelenleg nincs olyan teleszkóp, amely képes lenne egy kis pontnál nagyobb képet adni. A felhasznált kép a Nap módosított képe.)

## Jellemzők
Az UY Scuti 340 000-szer fényesebb, mint a Nap. Ez azt jelenti, hogy ennek a csillagnak a teljes energiakibocsátása 340 000-szer nagyobb, mint a mi csillagunké. Felületi hőmérséklete azonban körülbelül 3300 K, ami nagyjából fele a Nap értékének. A felület hőmérsékletét a Wien-törvény segítségével lehet megbecsülni a fizikában, amely szerint a fekete testből kibocsátott fény hullámhossza fordítottan arányos abszolút hőmérsékletének 4. hatványával. Ezért a vörös színű csillagok hűvösebbek.

## A jövőben
Egy csillag élete 90%-át a Hertzsprung–Russell-diagram fő sorozatán tölti. A fő szekvencián a hidrogént héliummá alakítja a magjában. A Nap az elmúlt 5 milliárd évben a fő sorozaton volt, és még körülbelül 5 milliárd évig ott fog maradni. A fő sorozatban a csillag befelé irányuló gravitációs összeomlását a magreakcióból származó kifelé irányuló gáz- és sugárzási nyomás egyensúlyozza ki – ezt a helyzetet hidrosztatikus egyensúlynak nevezik.
A csillagfejlődési modellek azt mutatják, hogy az UY Scuti már elhagyta a fő sorozatot, és megkezdte a hélium olvasztását a magjában. Ez azt jelenti, hogy életének mindössze 10%-a maradt meg. Az ilyen csillagok élettartama rövid, néhány millió év, szemben a vörös törpék több milliárd évével. A hélium után nehezebb elemek, például szén, neon, oxigén, magnézium, kén, szilícium, vas és nikkel keletkeznek.
A reakciósorozat a nikkel-56-nál ér véget. Ennek az az oka, hogy a nukleononkénti kötési energia csúcsa. Más szavakkal, a következő nukleáris reakció, a Ni-56-tól Zn-60-ig, inkább energiát fogyaszt, mintsem felszabadul. Ezért termodinamikailag nem kedvező. Tehát a Ni-56-nál a mag tehetetlenné válik. A magreakció nélkül a gravitáció fölénybe kerül, és elkezdi összetörni a csillagot. A későbbi fúziós reakció nem lehetséges. Ez a gravitációs összeomlást előnyben részesíti, és katasztrofális összeomlás következik be, amely egy csillagtömegű fekete lyukat képez.